# Arbejdsmarkedssociologi
 Ikke at forveksle med Arbejdssociologi.
Arbejdsmarkedssociologi er det sociologiske studie af arbejdsmarkedet, dets dele og organisation. Ifølge sociologerne Arne Lindeman Kalleberg og Aage Bøttger Sørensen muliggør et sociologisk fokus på arbejdsmarkedet som helhed en forståelse for hvordan, makroforhold, økonomi og sociale strukturer influerer på mikroforholdene mellem for eksempel arbejdsgiver og arbejdstager. Arbejdsmarkedssociologien deler interessesfære med dele af den økonomiske og politologiske forskning, og således ligner arbejdsmarkedssociologien den politiske sociologi og den økonomiske sociologi.
I den klassiske sociologi har Émile Durkheim beskæftiget sig med hvad, han kalder den sociale arbejdsdeling, der indebærer at mennesker i takt med industrialiseringen gik fra at være mere eller mindre selvforsynende bønder til at indgå en differentieret økonomi, hvor man specialiserer sig i professioner. Max Weber konkluderede i bogen Den protestantiske etik og kapitalismens ånd, at den protestantiske arbejdsetik, hvor arbejdet blev set som et udtryk for sin religiøse tro, medførte kapitalismens individualistiske arbejdsmarked. Moderne arbejdsmarkedssociologi undersøger eksempelvis kønsulighed, prekariske arbejdsvilkår og overenskomstforhandlinger.
En central del af arbejdsmarkedsforskningen i Danmark er studiet af Den danske model, dvs. den politiske overladelse af arbejdsmarkedets grundlæggende forhold som løn og arbejdsforhold til arbejdsmarkedets parter bestående af arbejdsgivere og arbejdstagere igennem overenskomster og trepartsforhandlinger. På den måde er der stort fokus på arbejdsgiverorganisationer og fagforeninger. Derudover undersøges arbejdsmarkedet med udgangspunkt i begreber som flexicurity-modellen, migration og globalisering. Centrene FAOS (Forskningscenter for Arbejdsmarkeds- og Organisationsstudier) på Københavns Universitet og CARMA (Center for Arbejdsmarkedsforskning) på Aalborg Universitet forsker i netop dette.